# ميت الليث هاشم
ميت الليث هاشم إحدى قرى مركز المحلة الكبرى التابع لمحافظة الغربية بجمهورية مصر العربية.

## التاريخ
قرية ميت الليث هاشم من القرى القديمة، كانت قريتين منفصلتين هما منية هاشم و«منية الليث» في أعمال الغربية ضمن قرى الروك الصلاحي التي أحصاها ابن مماتي في كتاب قوانين الدواوين، كما وردت باسم «منية الليث» في أعمال الغربية ضمن قرى الروك الناصري التي أحصاها ابن الجيعان في كتاب «التحفة السنية بأسماء البلاد المصرية». ضمت القريتين في الروك الحسامي لتسمى باسم منيتي الليث هاشا. وفي تاريخ 1228هـ/1813م الذي عدّ قرى مصر بعد المسح الذي قام به محمد علي باشا باسم «ميت الليث هاشم».

## التعليم
تصل نسبة الأمية في القرية إلى 44.46% بين من تجاوزوا العاشرة من عمرهم، بينما تصل نسبة من حصلوا على تعليم جامعي إلى 0.83% من جملة السكان.

## السكان
بلغ عدد سكان ميت الليث هاشم 15,148 نسمة حسب تقدير عام 2018.
| السنة  | 1882 | 1897 | 1907 | 1927 | 1947 | 1960 | 1976 | 1986 | 1996 | 2006  | 2018   |
| ------ | ---- | ---- | ---- | ---- | ---- | ---- | ---- | ---- | ---- | ----- | ------ |
| القرية | 603  | 1336 | 1430 | 1619 | 2344 | 3375 | 5530 | 7552 | 8188 | 9,574 | 15,148 |